# Pavel Vašíček (motocyklový závodník)
Pavel Vašíček (* 13. září 1954) je bývalý český silniční motocyklový závodník. Motocyklový závodník byl i jeho starší bratr Miroslav Vašíček.

## Závodní kariéra
Závodil ve třídě do 250 cm³ na motocyklu Yamaha. V mistrovství republiky skončil nejlépe celkovém třetím místě v roce 1980. Jeho nejlepším výsledkem v jednotlivém závodě mistrovství republiky je 2. místo v Kopčanech v roce 1980. V nemistrovském závodě dosáhl nejlepší výsledek v závodě 300 zatáček Gustava Havla v Hořicích v roce 1980, kde skončil třetí.

## Úspěchy
- Mistrovství Československa silničních motocyklů – celková klasifikace
  - 1974 do 250 cm³ – 19. místo – Yamaha
  - 1975 do 250 cm³ – 12. místo – Yamaha
  - 1976 do 250 cm³ – 11. místo – Yamaha
  - 1977 do 250 cm³ – 14. místo – Yamaha
  - 1978 do 250 cm³ – 5. místo – Yamaha
  - 1979 do 250 cm³ – 4. místo – Yamaha
  - 1980 do 250 cm³ – 3. místo – Yamaha
- 300 ZGH
  - 1980 3. místo do 250 cm³